# Variável latente
Em estatística, variáveis latentes (do latim: particípio presente de lateo (“mentir escondido”), ao contrário de variáveis observáveis), são variáveis que não são diretamente observadas, mas são bastante inferidas (através de um modelo matemático) de outras variáveis que são observadas (medidas diretamente). Modelos matemáticos que visam explicar variáveis observadas em termos de variáveis latentes são chamados de modelos de variáveis latentes. Os modelos de variáveis latentes são usados em muitas disciplinas, incluindo psicologia, demografia, economia, engenharia, medicina, física, aprendizado de máquina / inteligência artificial, bioinformática, processamento de linguagem natural, econometria, gerenciamento e ciências sociais. 
Às vezes, as variáveis latentes correspondem a aspectos da realidade física, que poderiam, em princípio, ser medidos, mas podem não ser por razões práticas. Nessa situação, o termo variáveis ocultas é comumente usado (refletindo-se ao fato de que as variáveis estão "realmente presentes", mas ocultas). Outras vezes, as variáveis latentes correspondem a conceitos abstratos, como categorias, estados comportamentais ou mentais ou estruturas de dados. Os termos variáveis hipotéticas ou construções hipotéticas podem ser usados nessas situações. 
Uma vantagem do uso de variáveis latentes é que elas podem servir para reduzir a dimensionalidade dos dados. Um grande número de variáveis observáveis pode ser agregado em um modelo para representar um conceito subjacente, facilitando a compreensão dos dados. Nesse sentido, eles servem como uma função semelhante à das teorias científicas. Ao mesmo tempo, variáveis latentes conectam dados observáveis ("sub-simbólicos") no mundo real com dados simbólicos no mundo modelado. 

## Exemplos de variáveis latentes

### Psicologia
As variáveis latentes, criadas por métodos analíticos de fatores, geralmente representam a variância "compartilhada" ou o grau em que as variáveis "se movem" juntas. Variáveis que não têm correlação não podem resultar em uma construção latente baseado no modelo de fator comum. 
- Os "Big Five traços de personalidade" foram inferidos usando análise fatorial.
- extroversão [2]
- habilidade espacial [2]
- sabedoria “Dois dos meios mais predominantes de avaliar a sabedoria incluem o desempenho relacionado à sabedoria e as medidas variáveis latentes.” [3]
- G de Spearman, ou o fator de inteligência geral em psicometria.[4]

### Economia
Exemplos de variáveis latentes do campo da economia incluem qualidade de vida, confiança nos negócios, moral, felicidade e conservadorismo: são todas variáveis que não podem ser medidas diretamente. Mas, ligando essas variáveis latentes a outras variáveis observáveis, os valores das variáveis latentes podem ser inferidos a partir de medições das variáveis observáveis. A qualidade de vida é uma variável latente que não pode ser medida diretamente, de forma que variáveis observáveis são usadas para inferir qualidade de vida. As variáveis observáveis para medir a qualidade de vida incluem riqueza, emprego, meio ambiente, saúde física e mental, educação, recreação e tempo de lazer e pertencimento social. 

## Métodos comuns para inferir variáveis latentes
- Modelo oculto de Markov
- Análise fatorial
- Análise de componentes principais
- Análise Probabilistica de Semântica Latente

### Algoritmos e Métodos Bayesianos
A estatística bayesiana é frequentemente usada para inferir variáveis latentes. 
- Alocação de Dirichlet Latente
- O <i>Chinese Restaurant Process</i> é frequentemente usado para fornecer uma distribuição prévia sobre atribuições de objetos a categorias latentes.
- O processo de buffet indiano é frequentemente usado para fornecer uma distribuição prévia sobre atribuições de recursos binários latentes para objetos.

## Leitura complementar
- Kmenta, Jan. «Latent Variables». Elements of Econometrics. [S.l.: s.n.] ISBN 978-0-02-365070-3  Kmenta, Jan. «Latent Variables». Elements of Econometrics. [S.l.: s.n.] ISBN 978-0-02-365070-3  Kmenta, Jan. «Latent Variables». Elements of Econometrics. [S.l.: s.n.] ISBN 978-0-02-365070-3